# Masdevallia
Masdevallia – rodzaj roślin z rodziny storczykowatych (Orchidaceae). Obejmuje 644 gatunków i 9 hybryd występujących w Ameryce Południowej i Środkowej w takich krajach jak: Belize, Boliwia, Brazylia, Kolumbia, Kostaryka, Ekwador, Gujana Francuska, Gwatemala, Gujana, Honduras, Meksyk, Nikaragua, Panama, Peru, Surinam, Wenezuela

## Systematyka

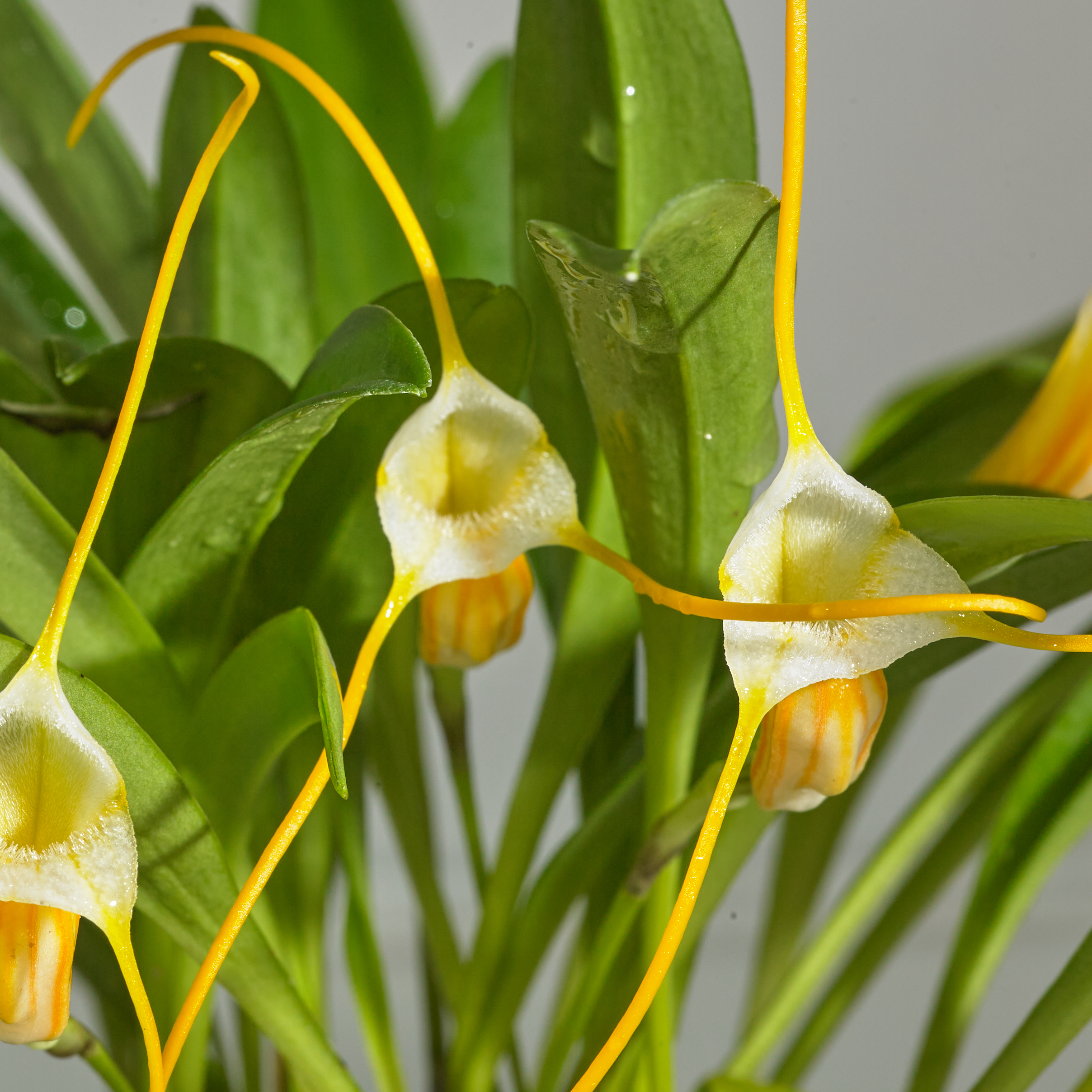
Masdevallia ampullacea

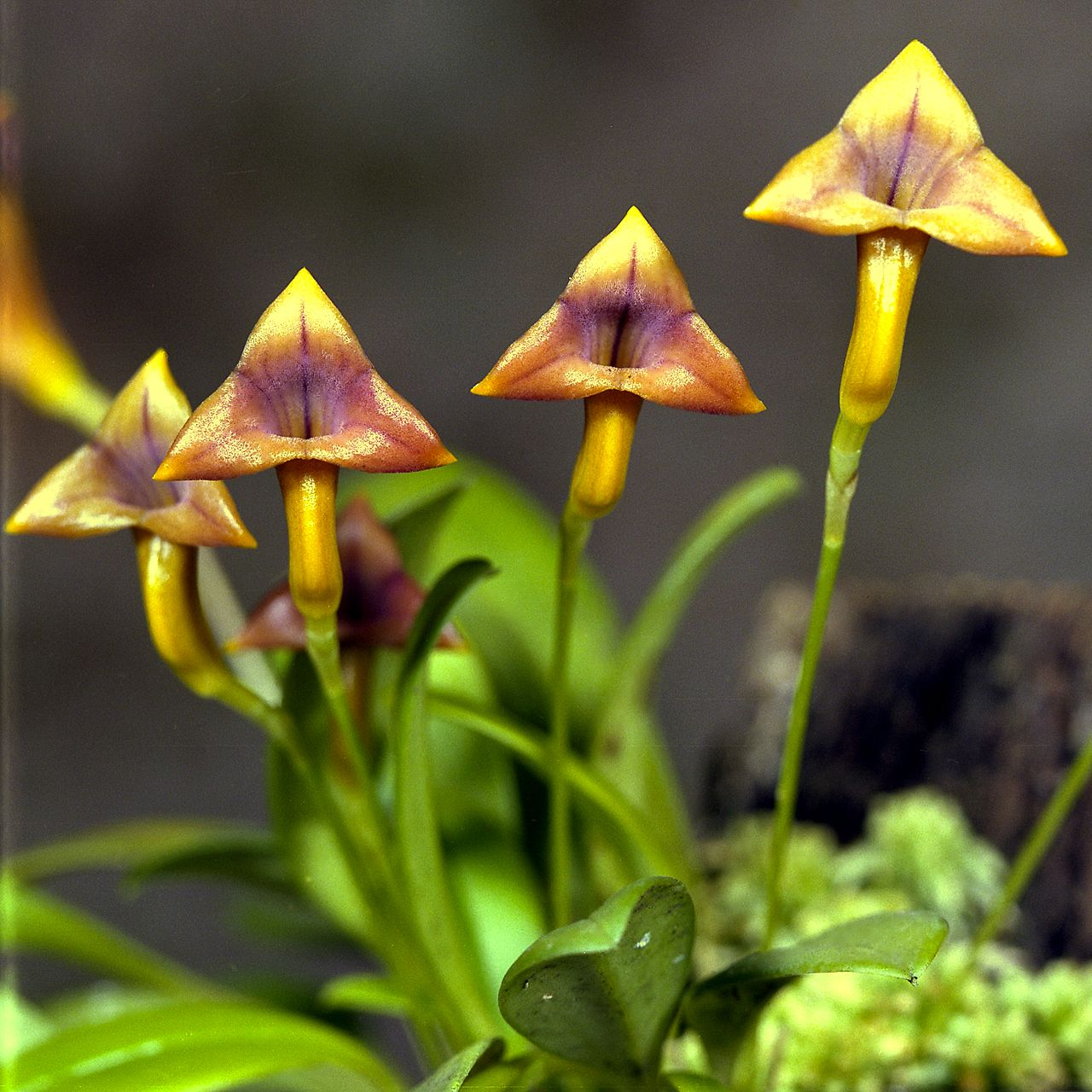
Masdevallia angulifera

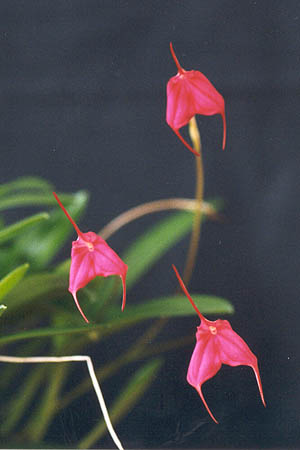
Masdevallia barlaeana

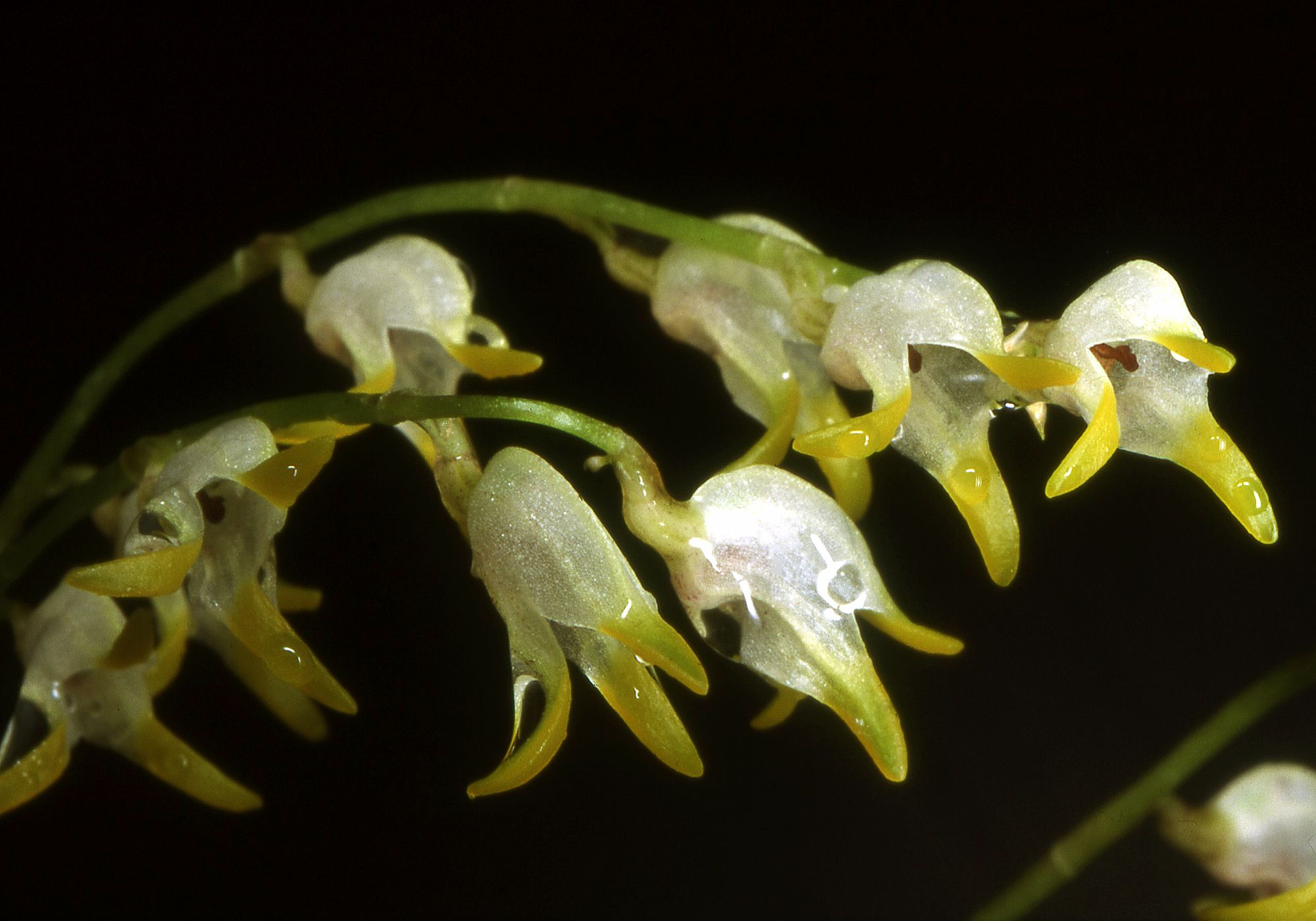
Masdevallia bulbophyllopsis

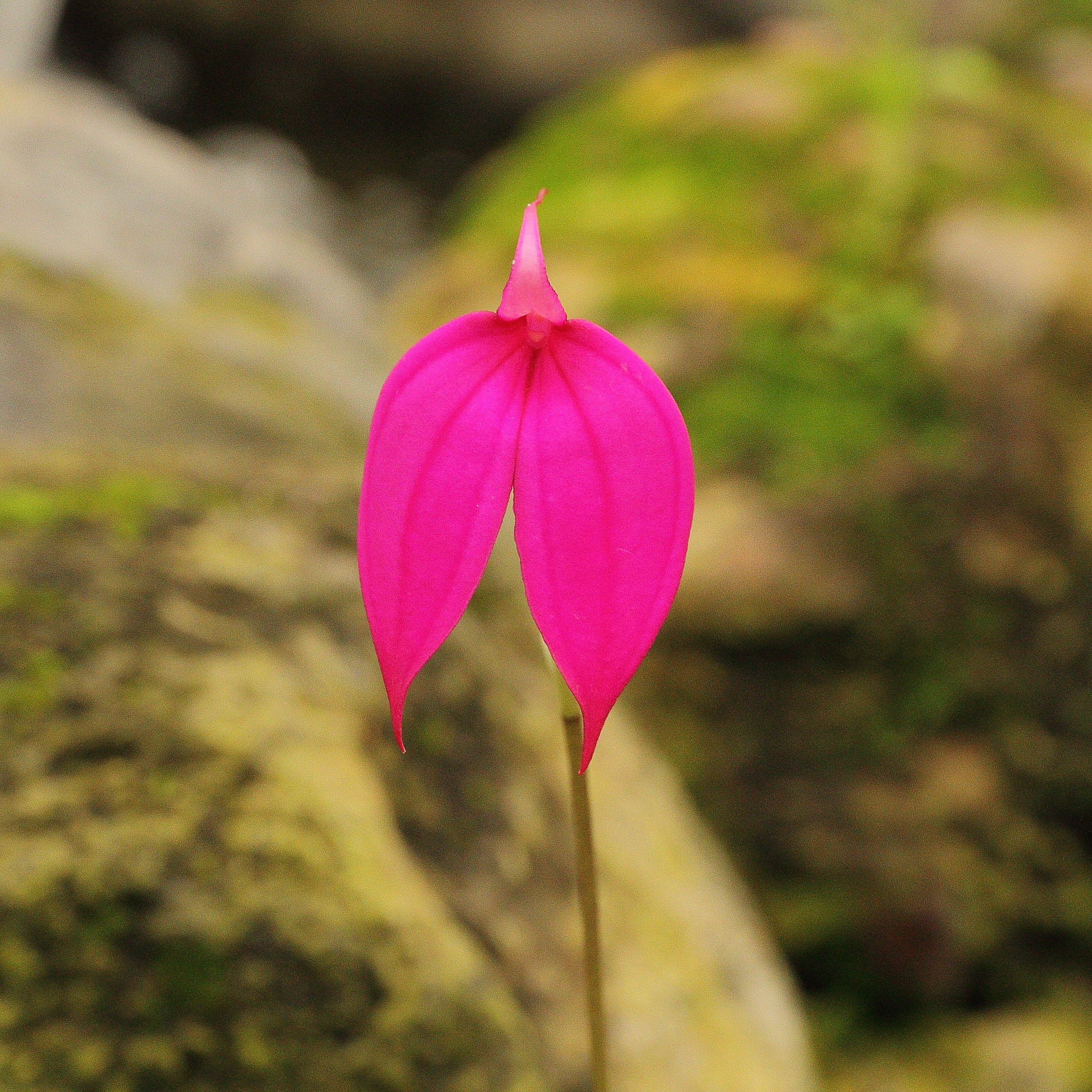
Masdevallia coccinea

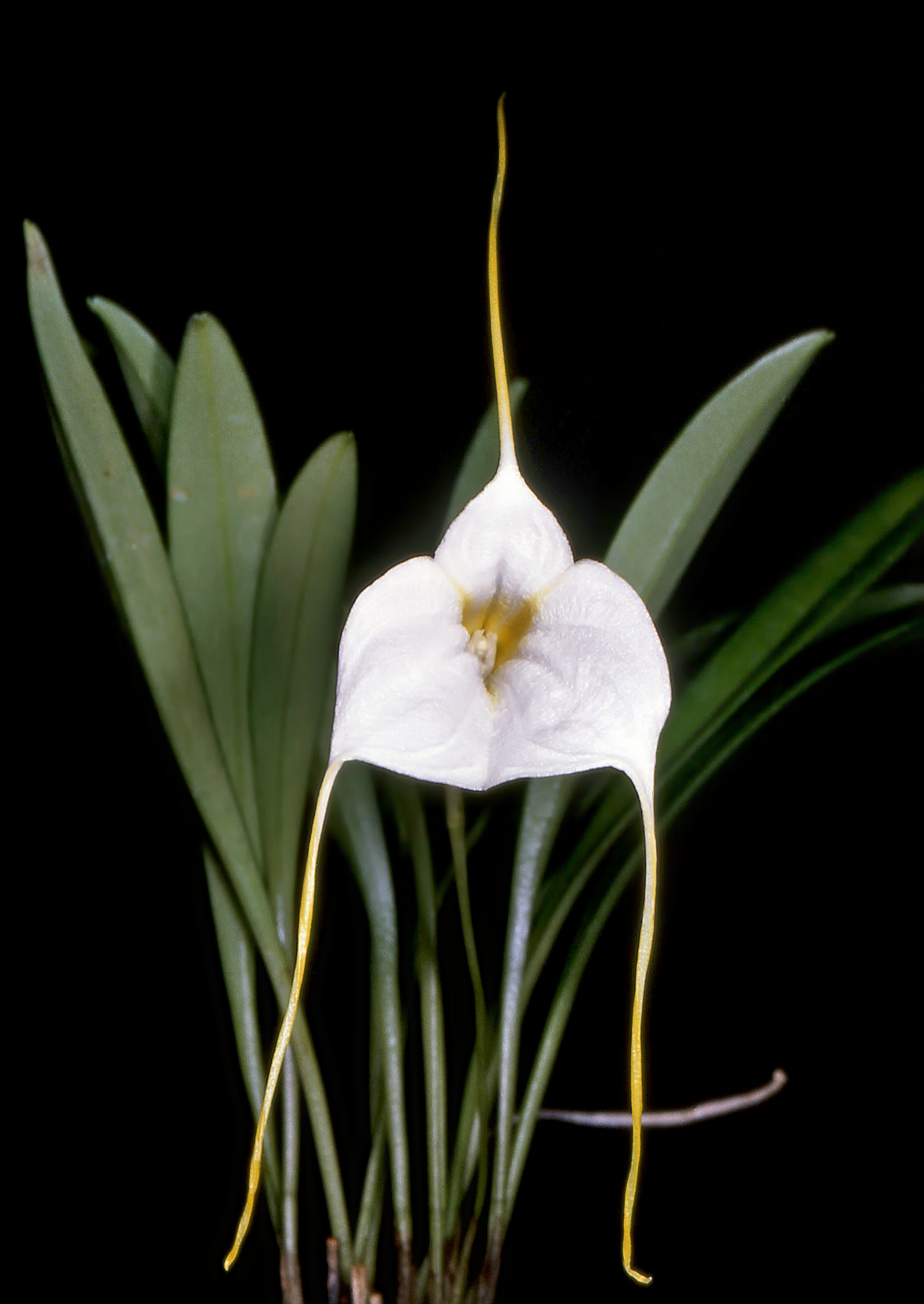
Masdevallia datura

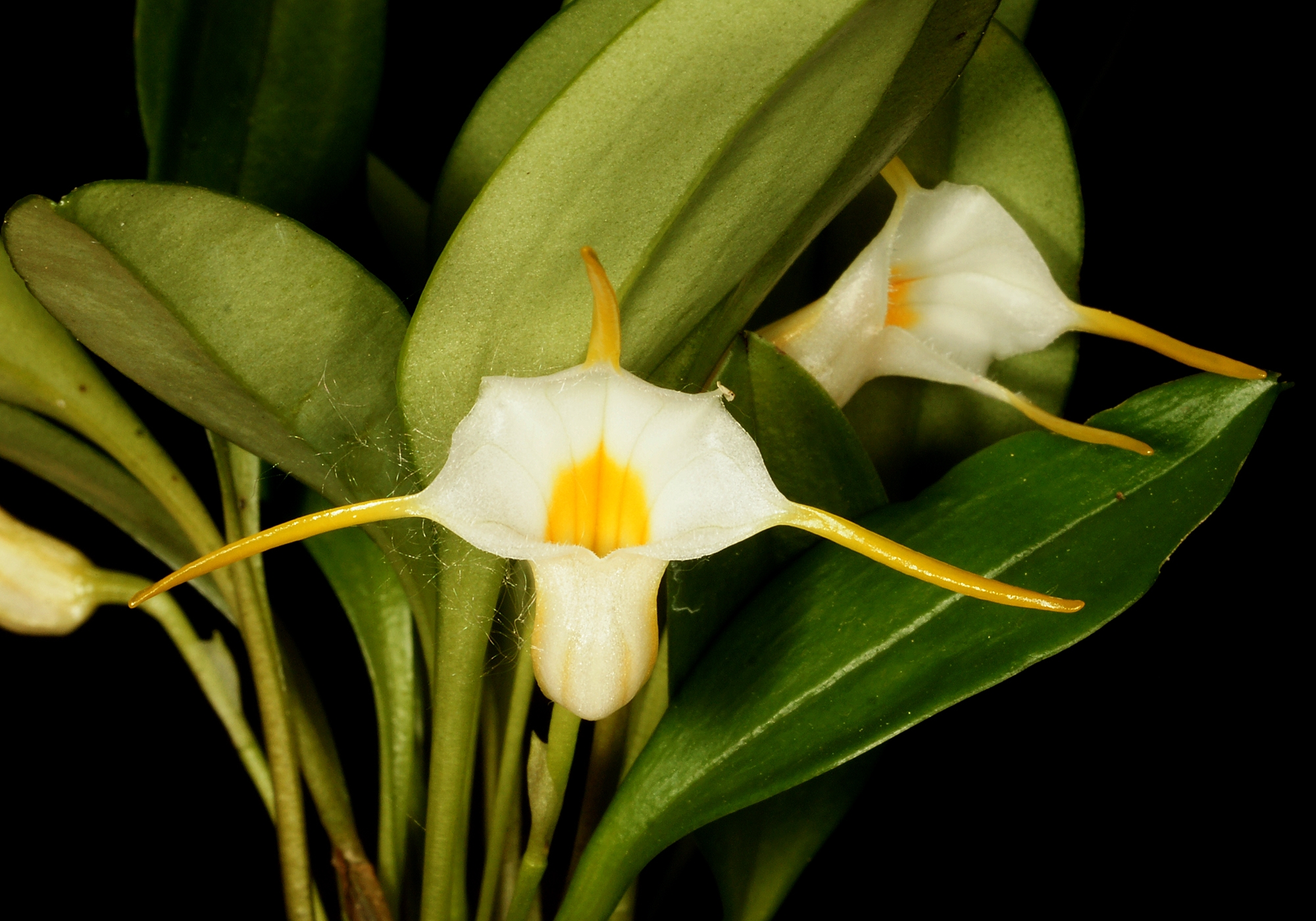
Masdevallia fuchsii

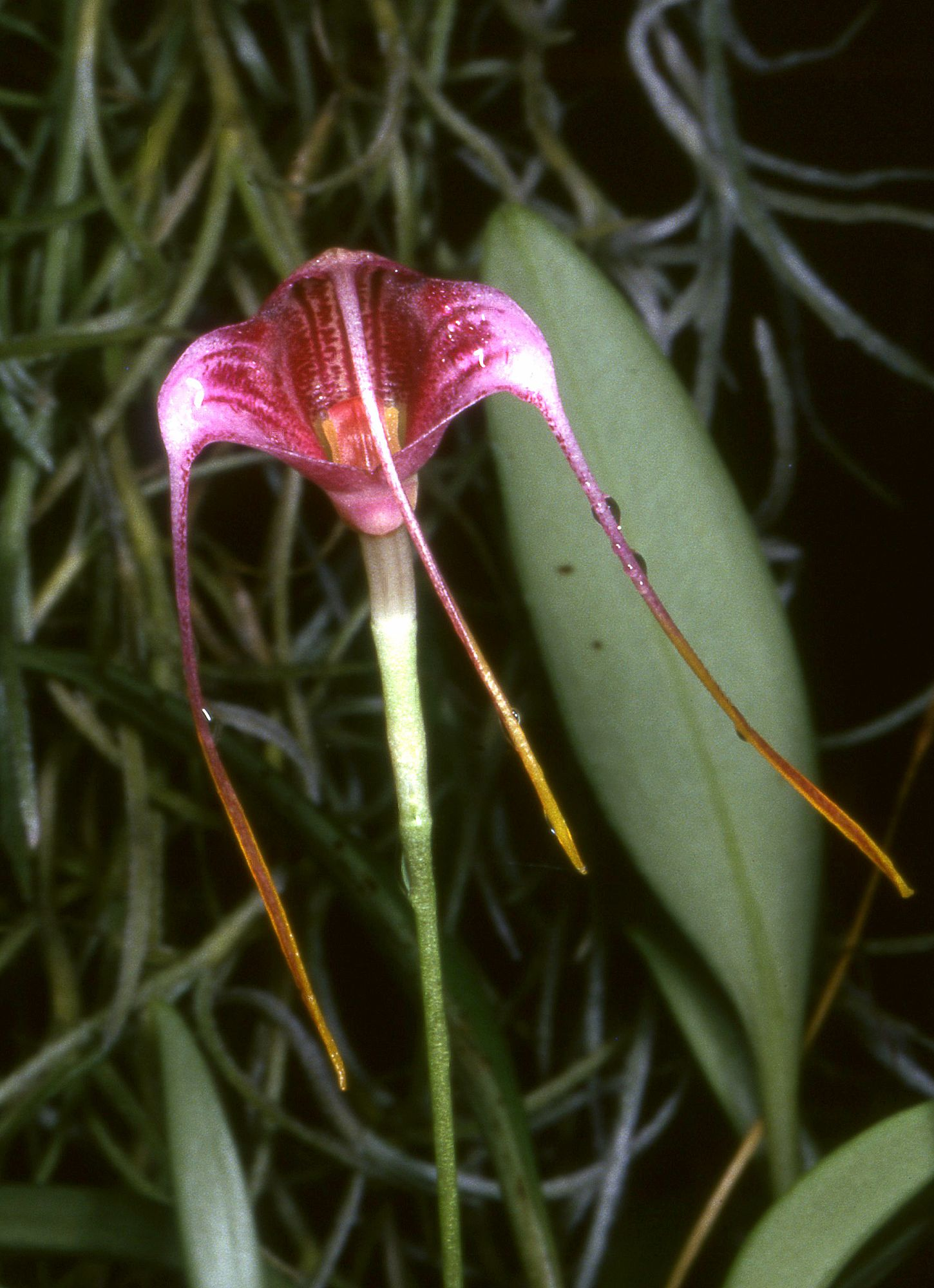
Masdevallia hieroglyphica

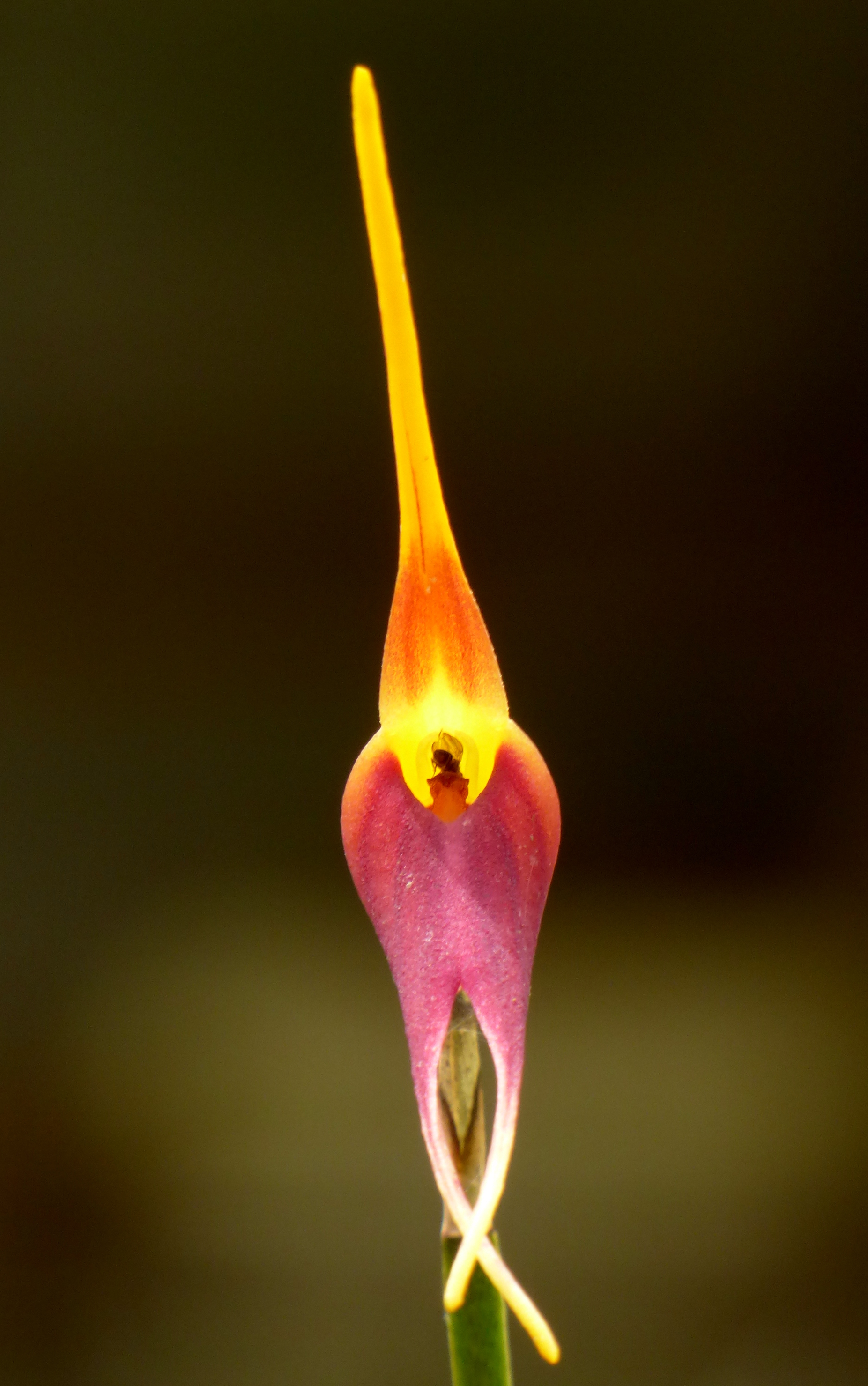
Masdevallia impostor

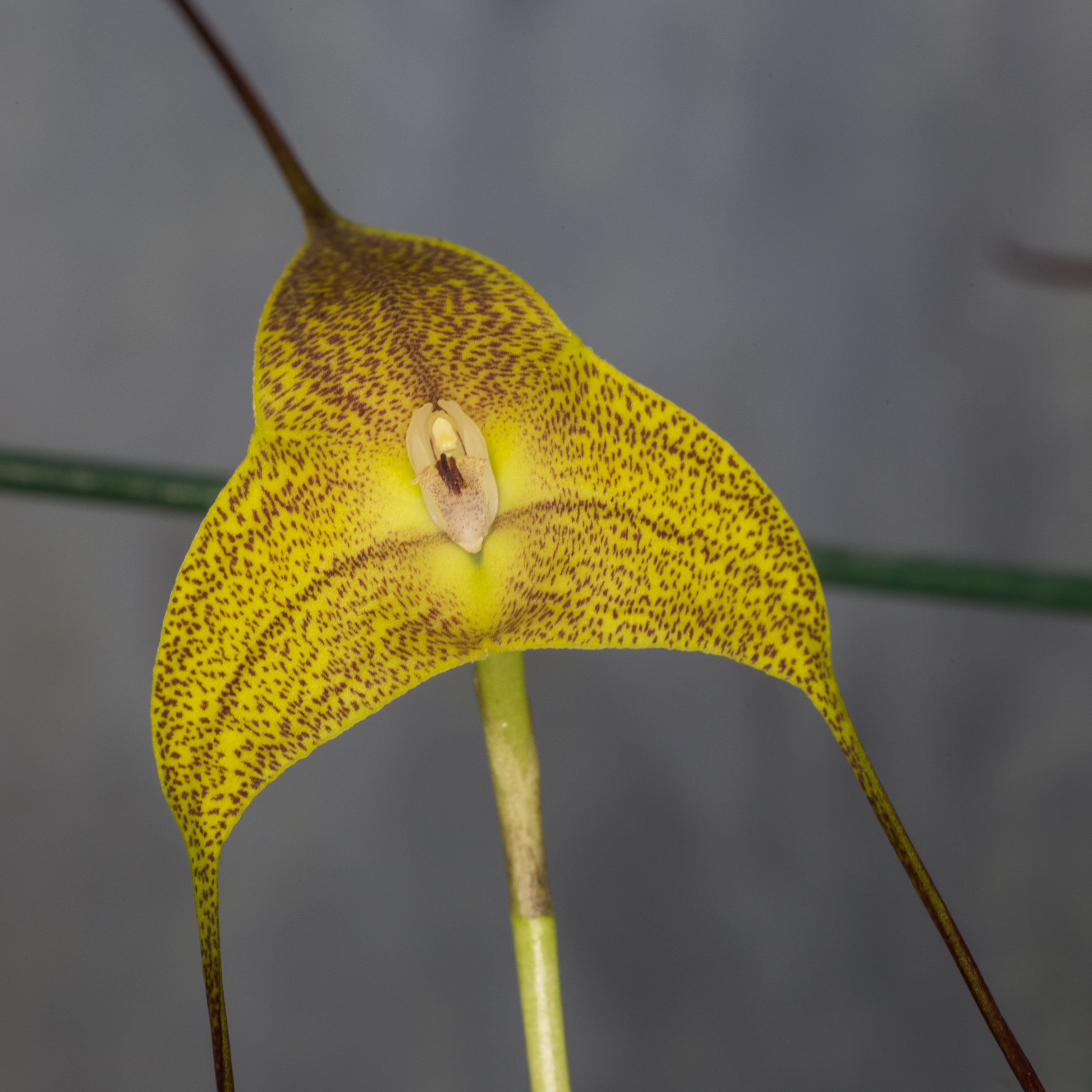
Masdevallia instar

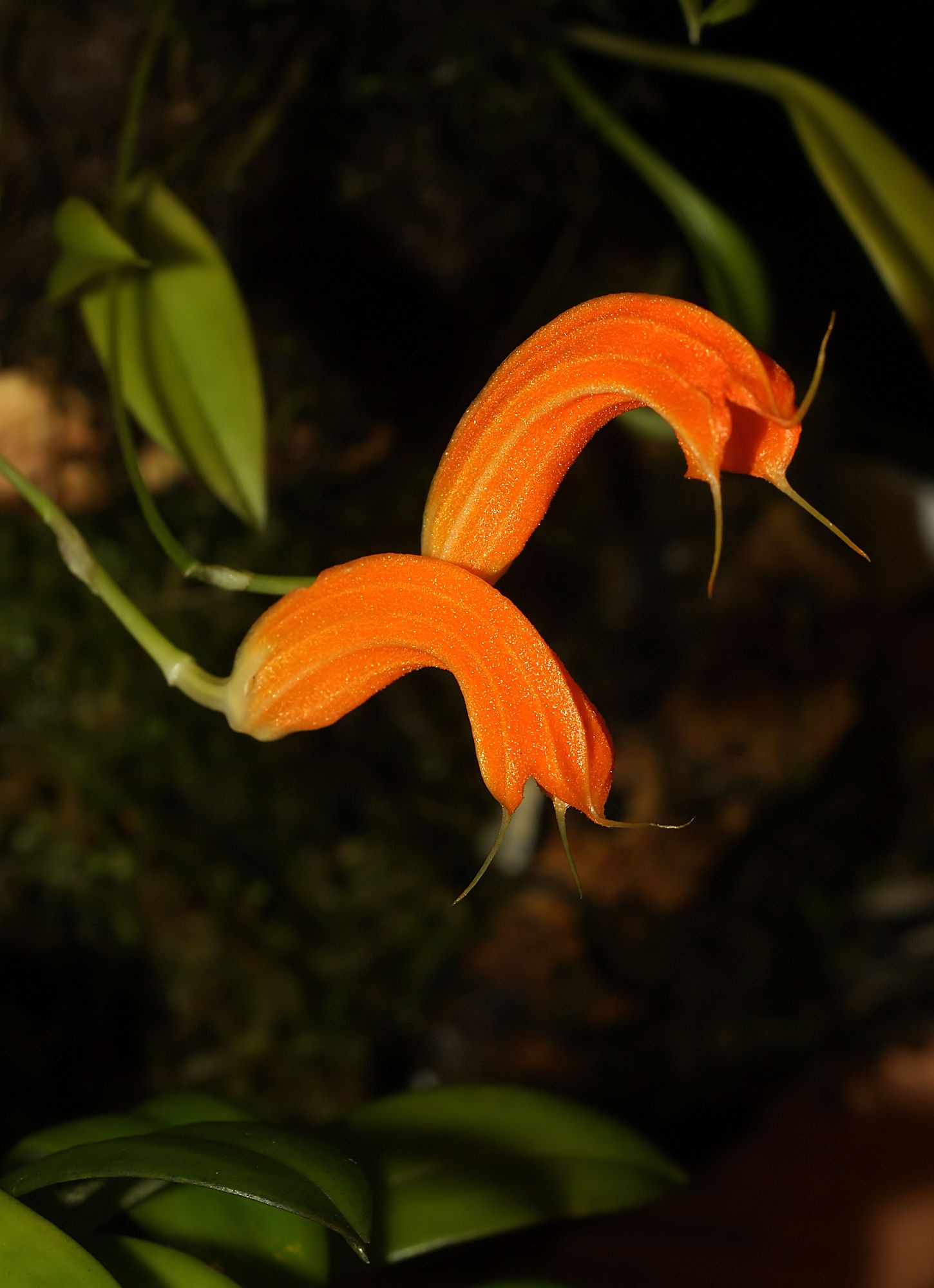
Masdevallia maxilimax

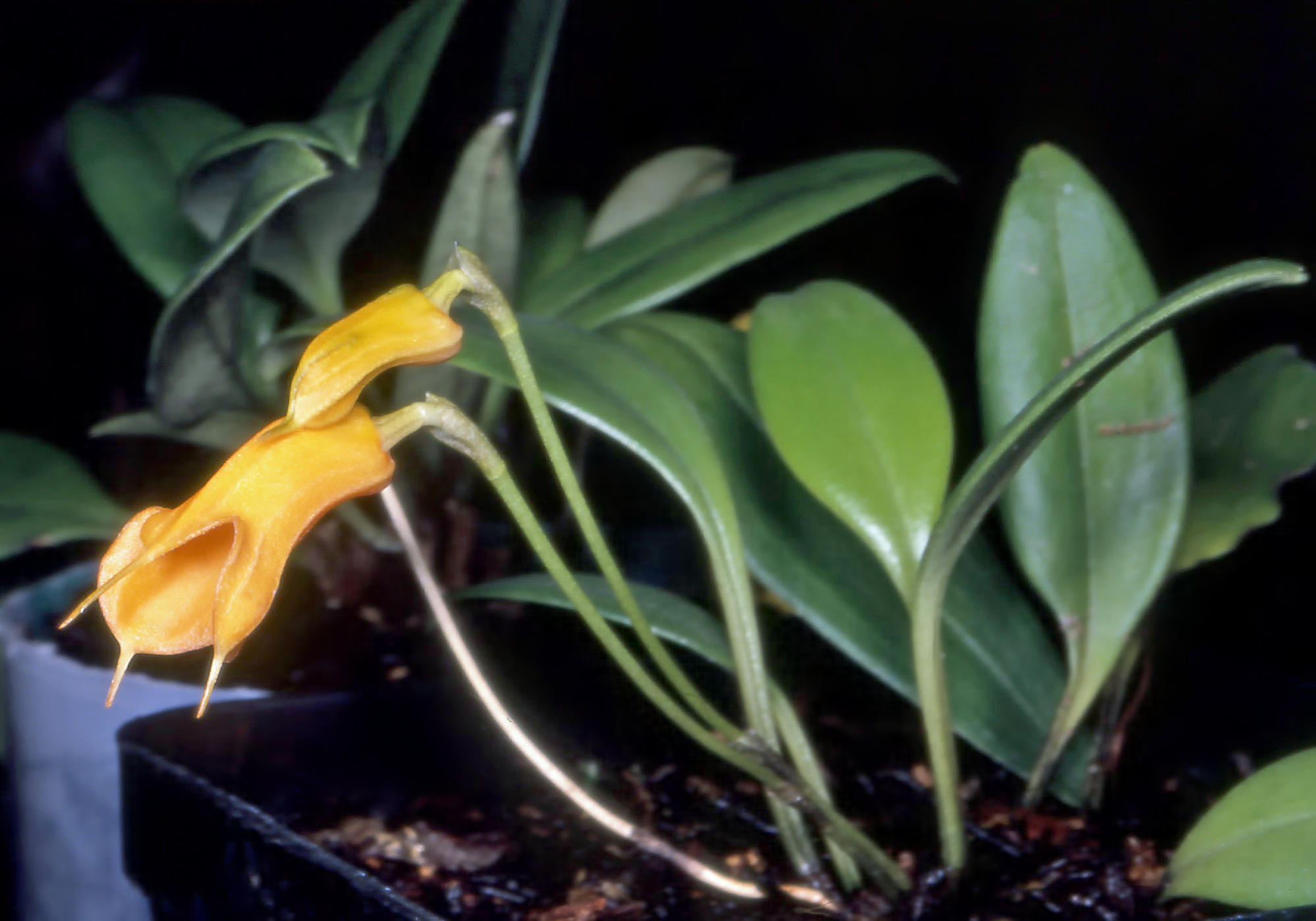
Masdevallia morochoi

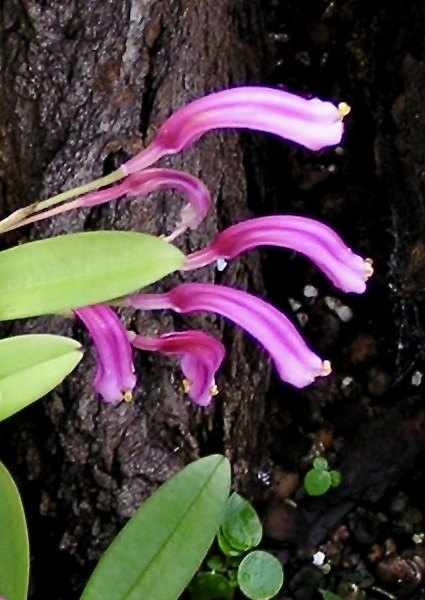
Masdevallia notosibirica

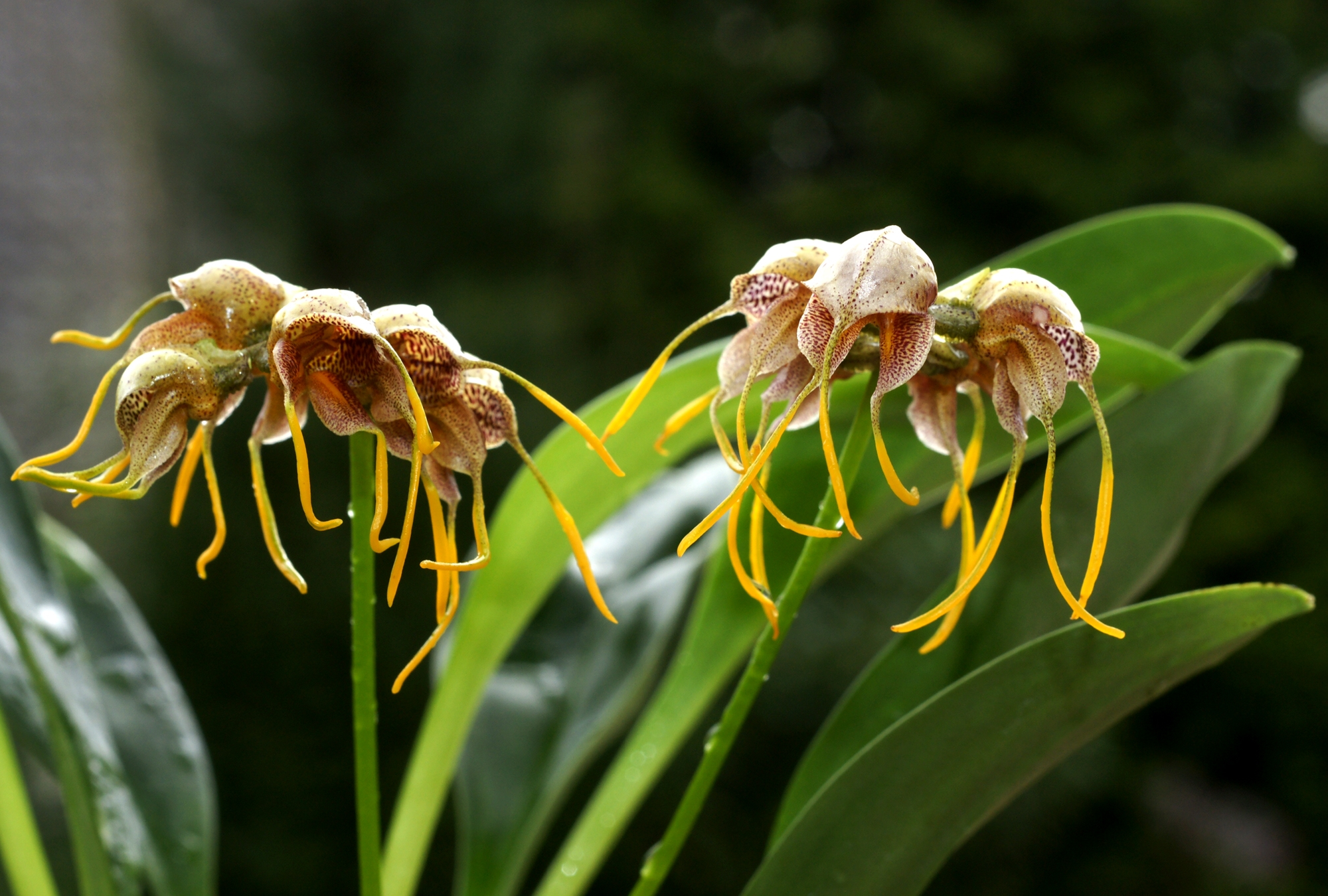
Masdevallia ova-avis

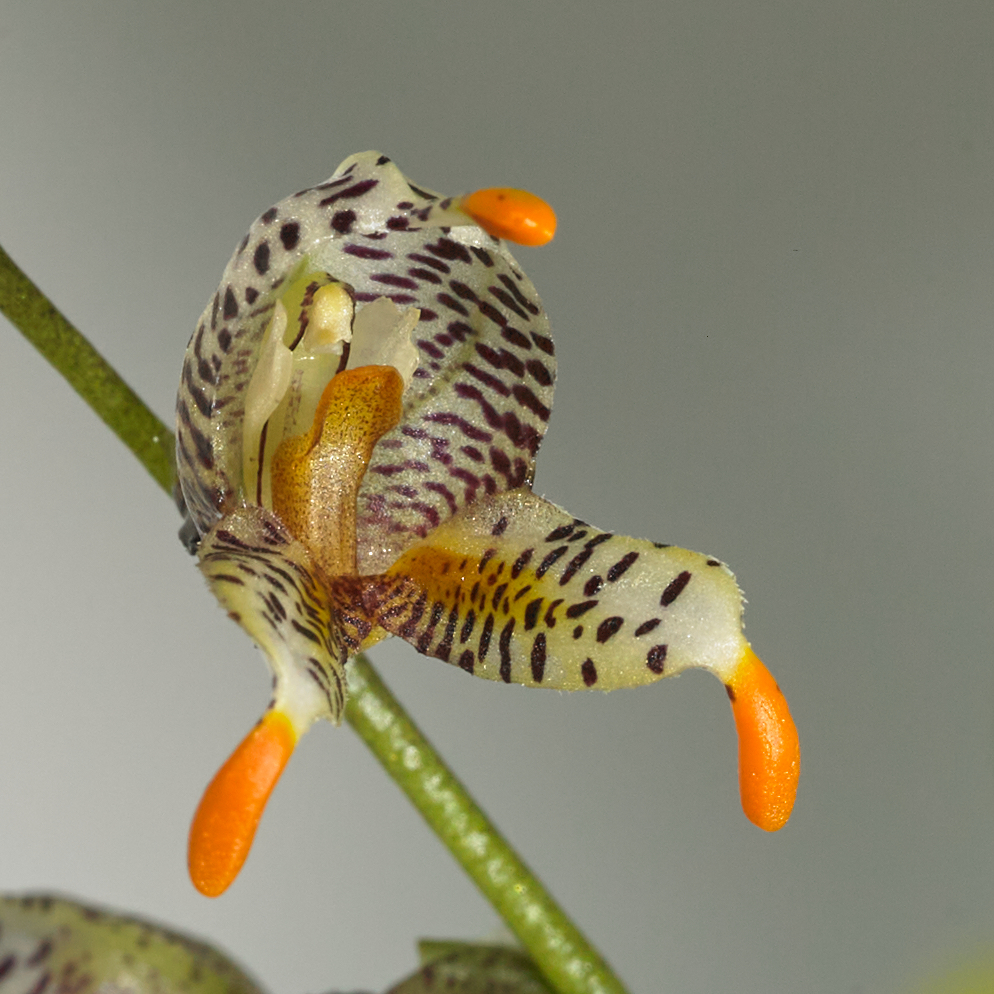
Masdevallia pachyura

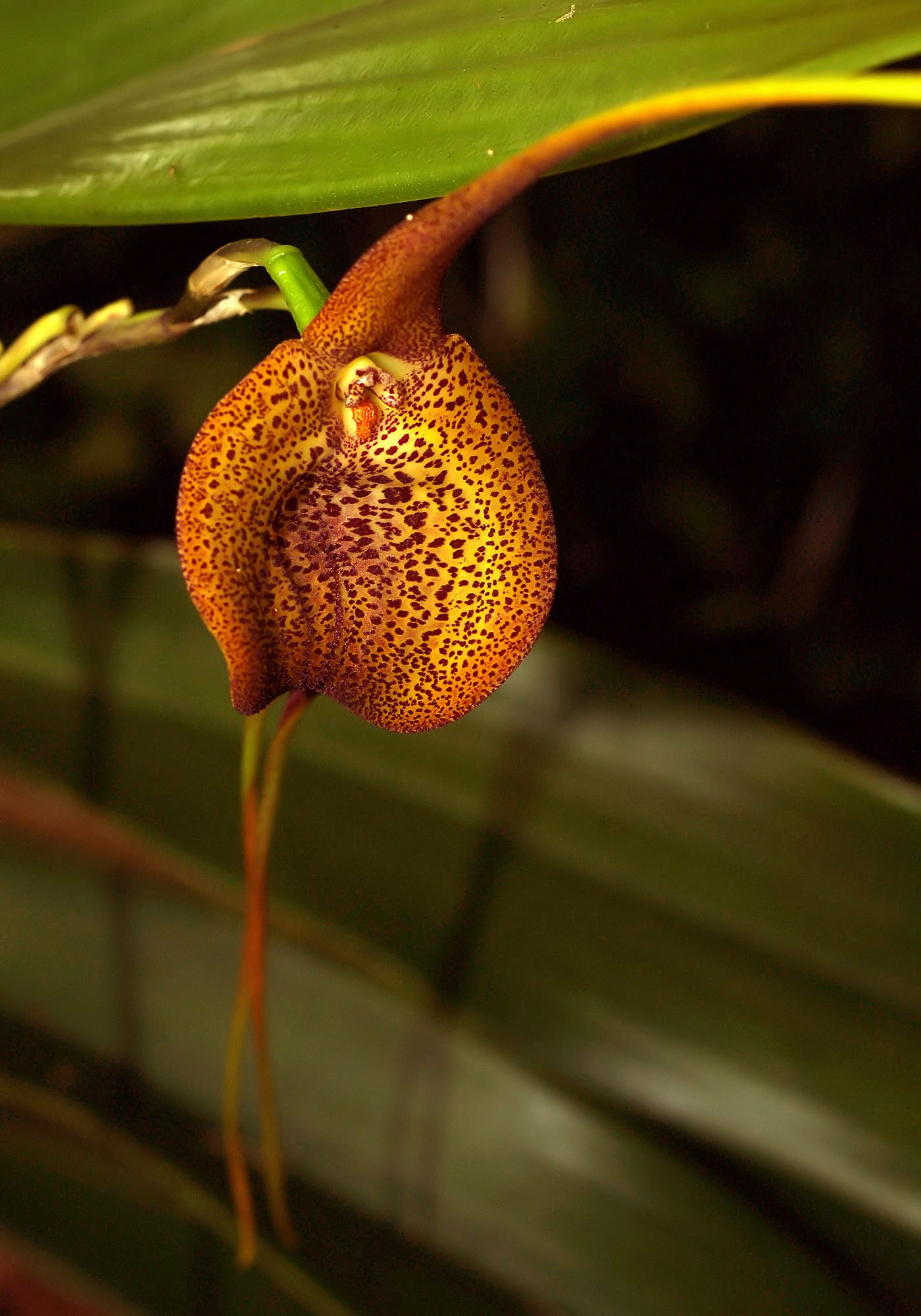
Masdevallia princeps

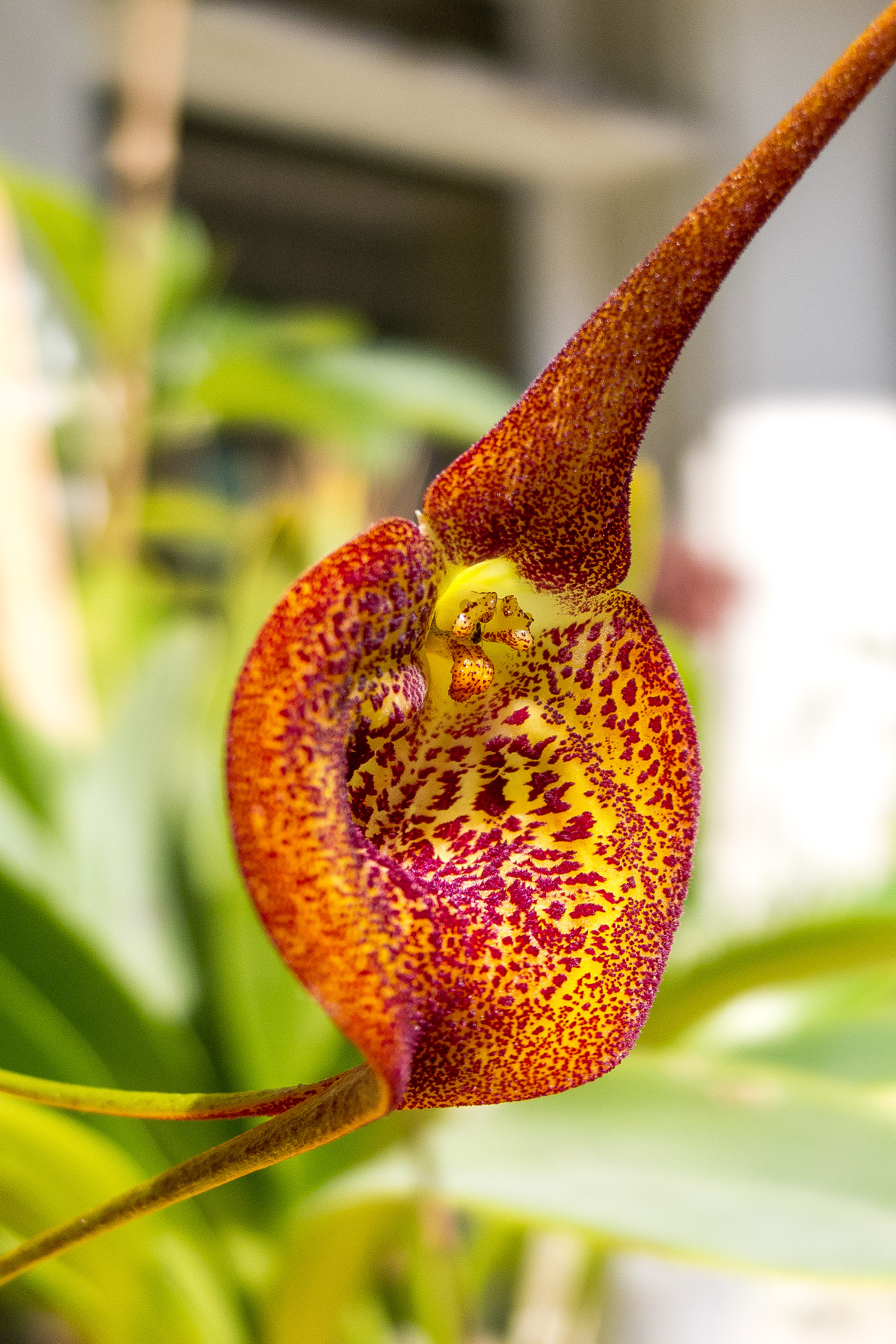
Masdevallia regina

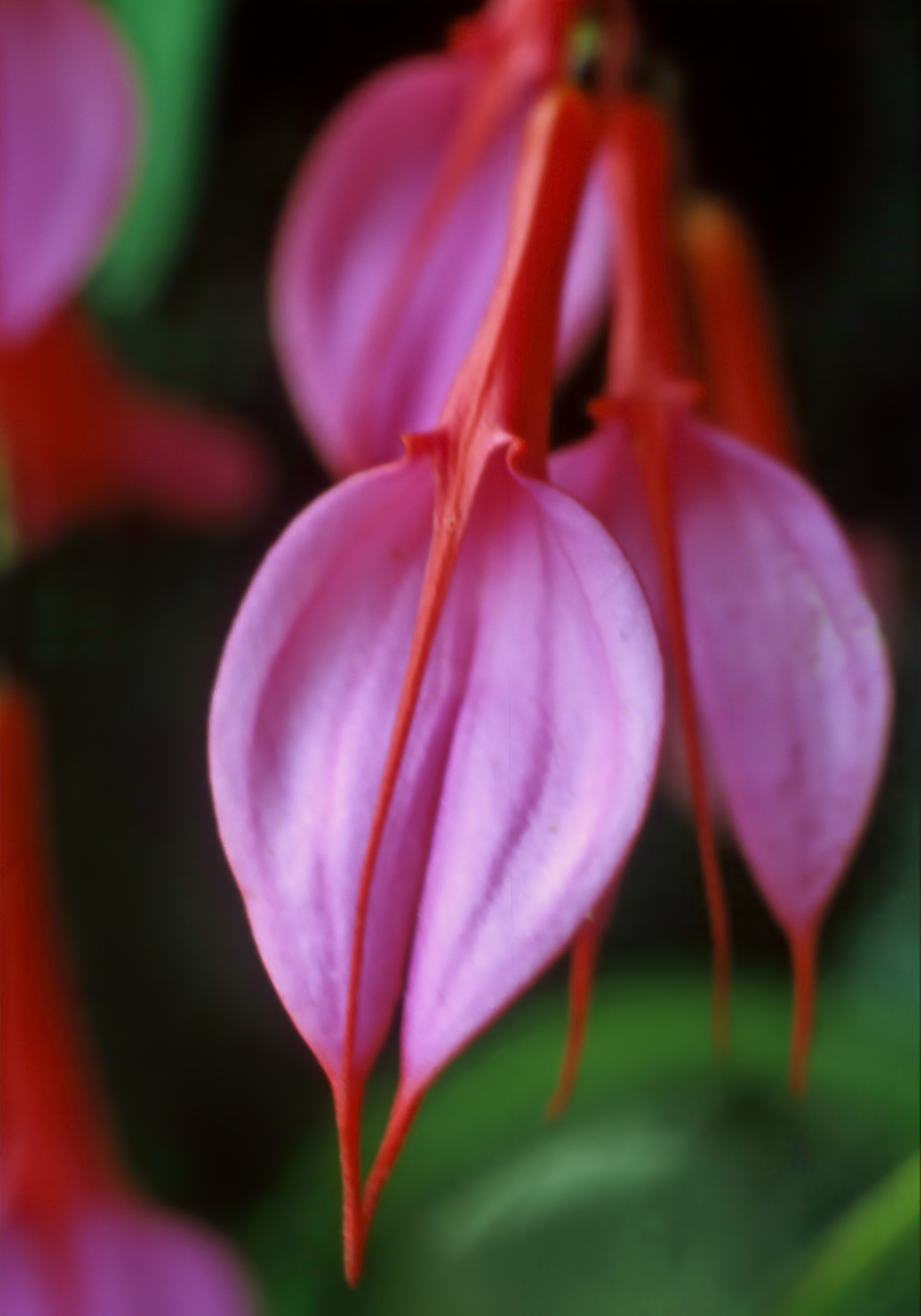
Masdevallia rosea

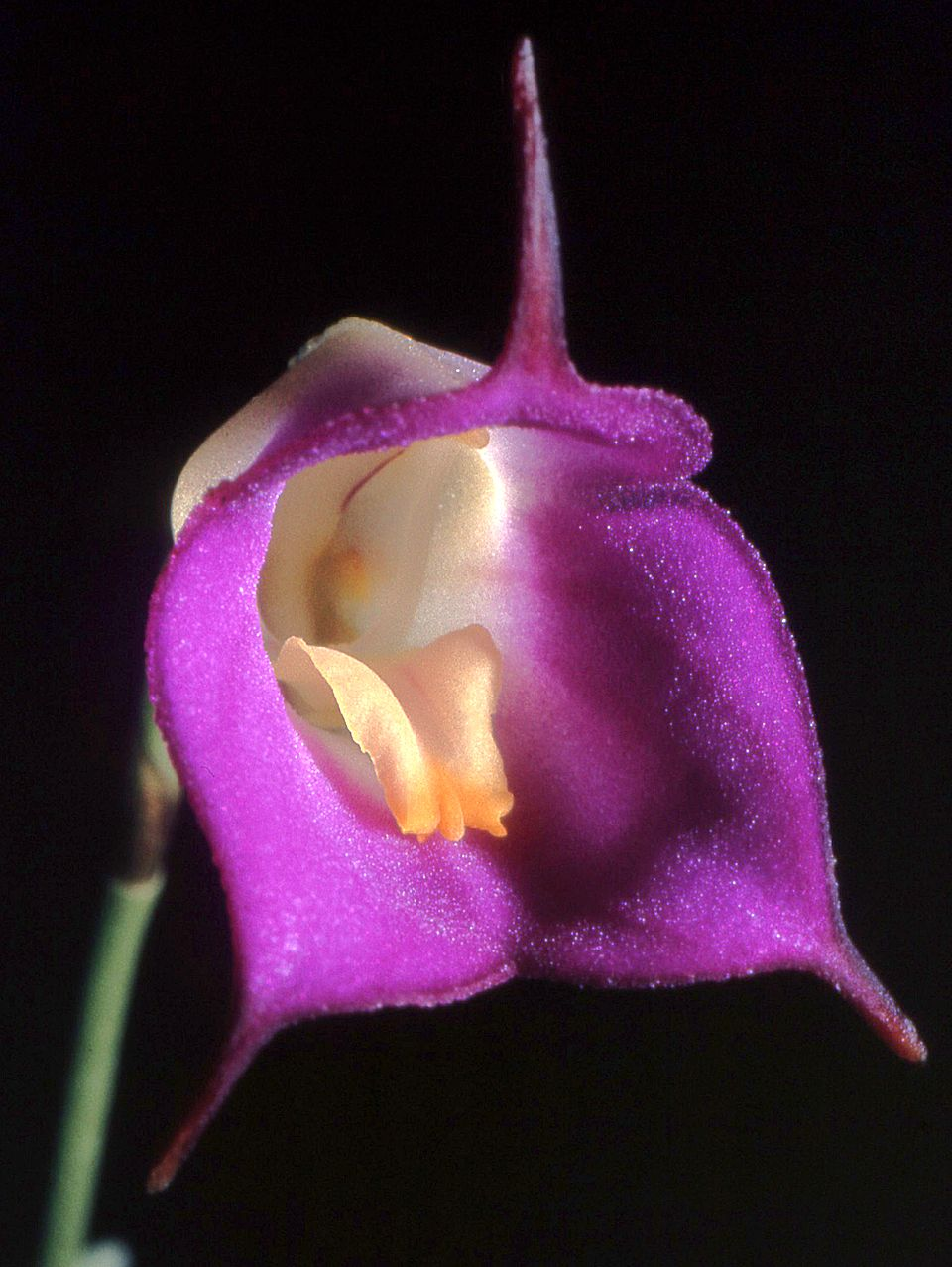
Masdevallia uniflora

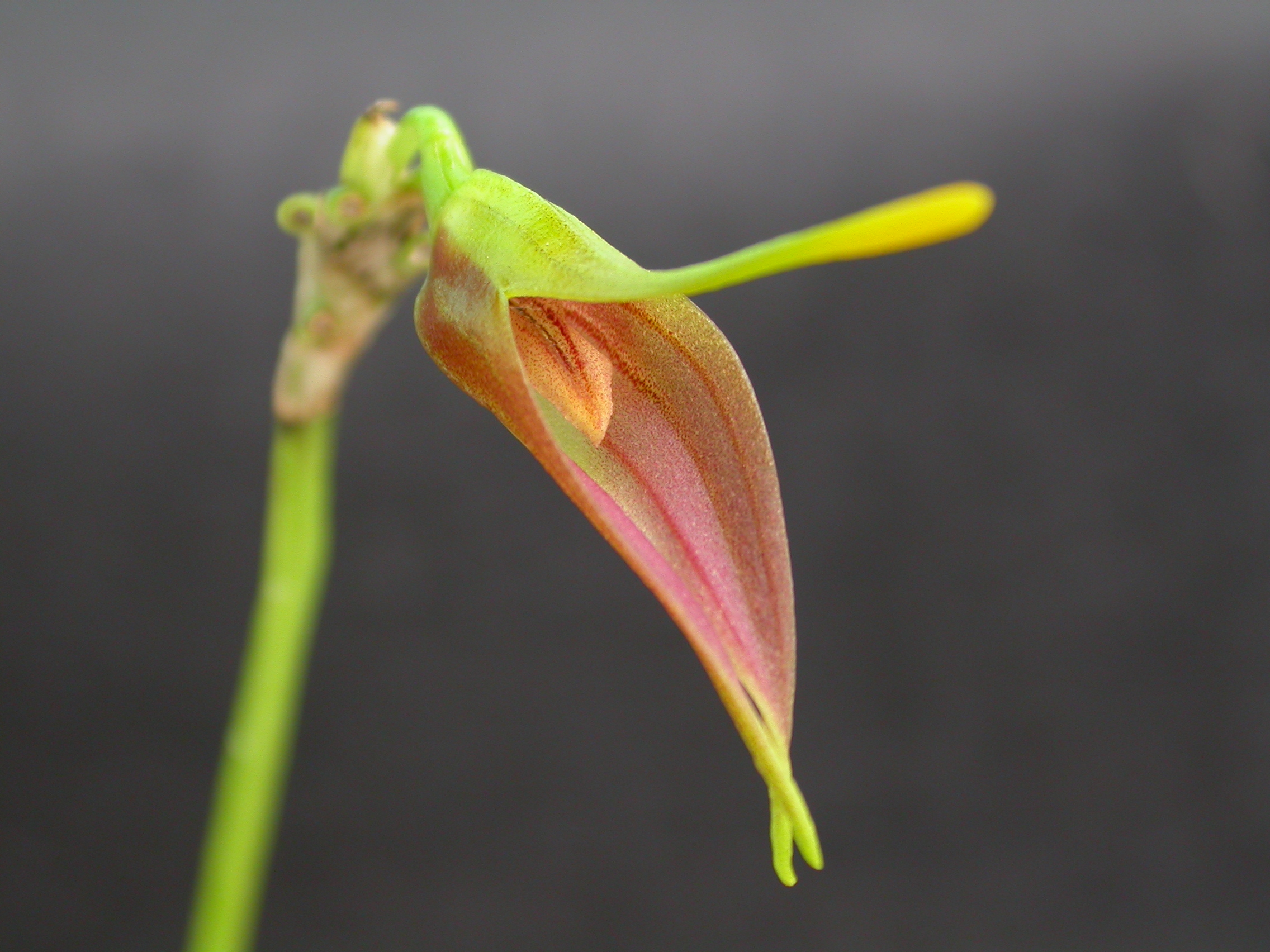
Masdevallia vargasii

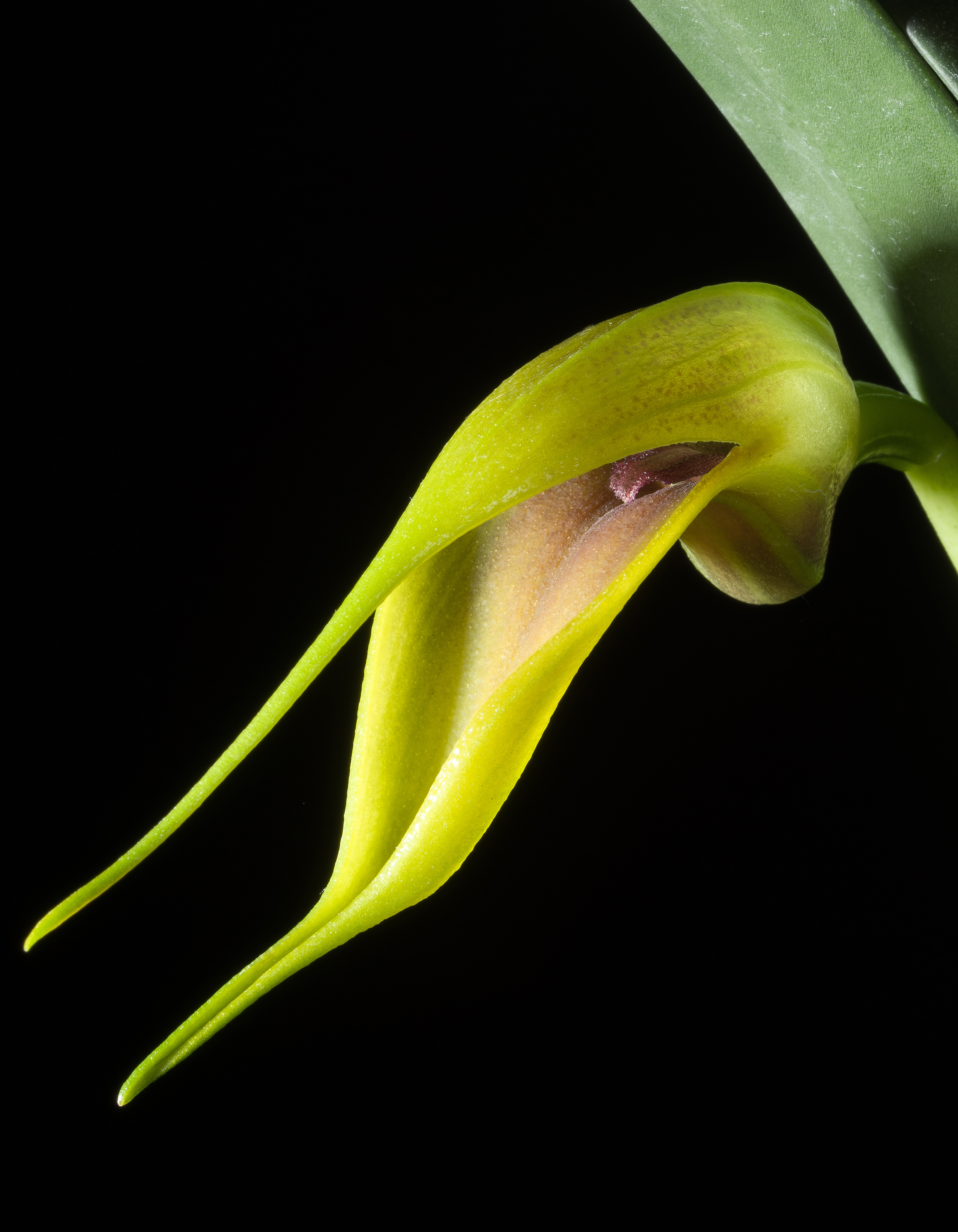
Masdevallia velifera

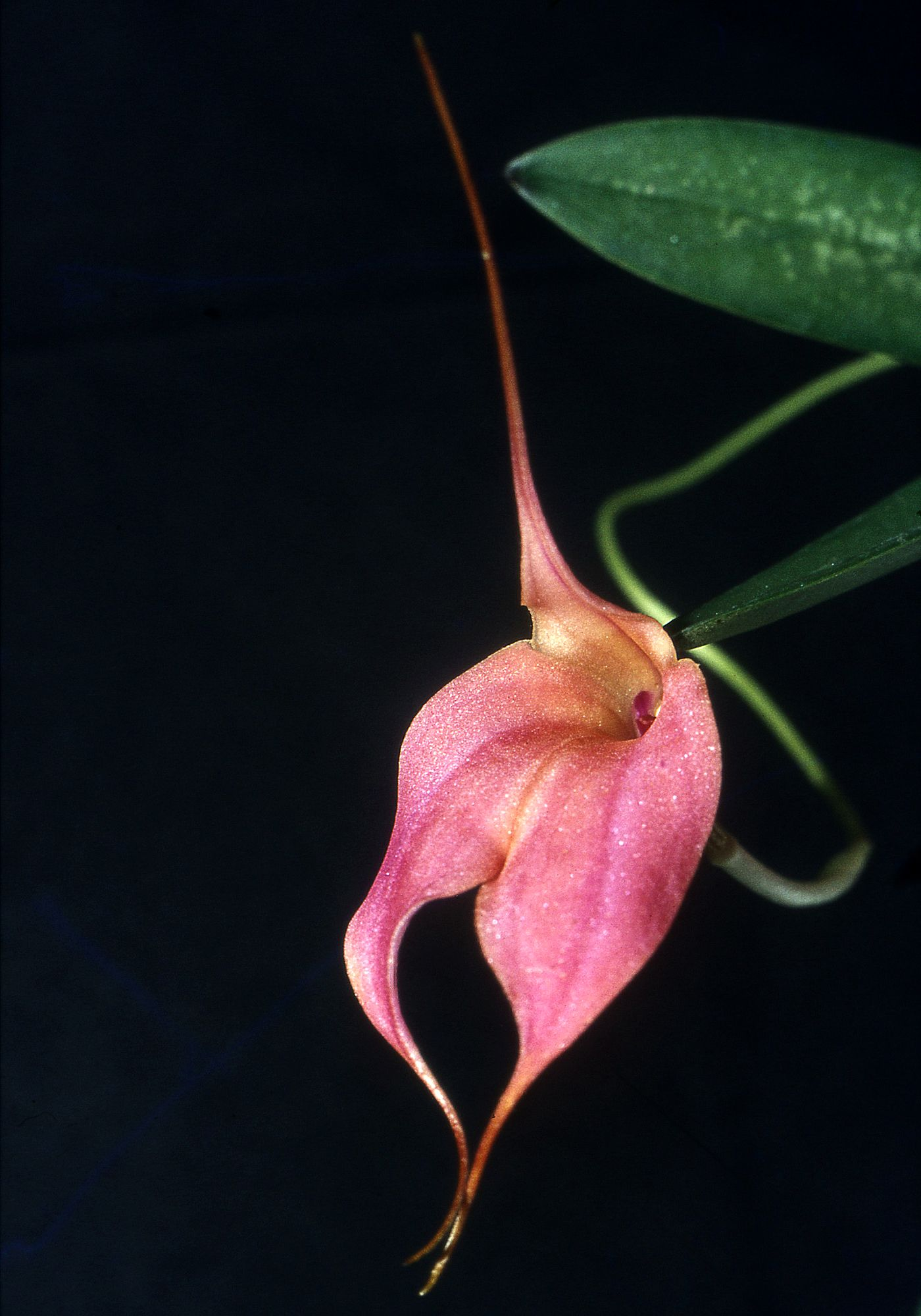
Masdevallia × splendida

Rodzaj sklasyfikowany do podplemienia Pleurothallidinae w plemieniu Epidendreae, podrodzina epidendronowe (Epidendroideae), rodzina storczykowate (Orchidaceae), rząd szparagowce (Asparagales) w obrębie roślin jednoliściennych.
Wykaz gatunków
- Masdevallia abbreviata Rchb.f.
- Masdevallia acaroi Luer & Hirtz
- Masdevallia acauda Vierling & W.Zimm.bis
- Masdevallia acrochordonia Rchb.f.
- Masdevallia adamsii Luer
- Masdevallia adrianae Luer
- Masdevallia aenigma Luer & R.Escobar
- Masdevallia agaster Luer
- Masdevallia aguirrei Luer & R.Escobar
- Masdevallia akemiana Königer & Sijm
- Masdevallia albella Luer & Teague
- Masdevallia alexandri Luer
- Masdevallia alismifolia Kraenzl.
- Masdevallia alphonsiana L.E.Matthews
- Masdevallia amabilis Rchb.f. & Warsz.
- Masdevallia amaluzae Luer & Malo
- Masdevallia amanda Rchb.f. & Warsz.
- Masdevallia ametroglossa Luer & Hirtz
- Masdevallia amoena Luer
- Masdevallia amplexa Luer
- Masdevallia ampullacea Luer & Andreetta
- Masdevallia amsleri (Luer & Jenny) Pfahl
- Masdevallia anceps Luer & Hirtz
- Masdevallia andreae P.Ortiz
- Masdevallia andreettana Luer
- Masdevallia andresiana Luer & Maduro
- Masdevallia anemone Luer
- Masdevallia anfracta Königer & J.Portilla
- Masdevallia angulata Rchb.f.
- Masdevallia angulifera Rchb.f. ex Kraenzl.
- Masdevallia anisomorpha Garay
- Masdevallia anomala Luer & Sijm
- Masdevallia antonii Königer
- Masdevallia aphanes Königer
- Masdevallia apoloae (Luer & Sijm) J.M.H.Shaw
- Masdevallia apparitio Luer & R.Escobar
- Masdevallia aptera Luer & L.O'Shaughn.
- Masdevallia arangoi Luer & R.Escobar
- Masdevallia ariasii Luer
- Masdevallia arminii Linden & Rchb.f.
- Masdevallia assurgens Luer & R.Escobar
- Masdevallia asterotricha Königer
- Masdevallia atahualpa Luer
- Masdevallia attenuata Rchb.f.
- Masdevallia audax Königer
- Masdevallia aurea Luer
- Masdevallia aureoportensis (Luer & J.Leathers) J.M.H.Shaw
- Masdevallia aurorae Luer & M.W.Chase
- Masdevallia ayabacana Luer
- Masdevallia bangii Schltr.
- Masdevallia barbozae (Luer) J.M.H.Shaw
- Masdevallia barlaeana Rchb.f.
- Masdevallia barrowii Luer
- Masdevallia beckendorfii Dalström & Ruíz Pérez
- Masdevallia bellissima Bogarín, Pupulin & Karremans
- Masdevallia belua Königer & D'Aless.
- Masdevallia bennettii Luer
- Masdevallia berthae Luer & Andreetta
- Masdevallia bicolor Poepp. & Endl.
- Masdevallia bicornis Luer
- Masdevallia biflora Regel
- Masdevallia boliviensis Schltr.
- Masdevallia bonplandii Rchb.f.
- Masdevallia bottae Luer & Andreetta
- Masdevallia bourdetteana Luer
- Masdevallia brachyantha Schltr.
- Masdevallia brachyura F.Lehm. & Kraenzl.
- Masdevallia brenneri Luer
- Masdevallia brockmuelleri Luer
- Masdevallia bryophila Luer
- Masdevallia buccinator Rchb.f. & Warsz.
- Masdevallia bucculenta Luer
- Masdevallia bulbophyllopsis Kraenzl.
- Masdevallia burianii Luer & Dalström
- Masdevallia burzlaffiana Königer
- Masdevallia cacodes Luer & R.Escobar
- Masdevallia caesia Roezl
- Masdevallia calagrasalis Luer
- Masdevallia calcarata Luer & V.N.M.Rao
- Masdevallia calocalix Luer
- Masdevallia calochrysos Luer & Sijm
- Masdevallia caloptera Rchb.f.
- Masdevallia calosiphon Luer
- Masdevallia calura Rchb.f.
- Masdevallia campyloglossa Rchb.f.
- Masdevallia cardiantha Königer
- Masdevallia carmenensis Luer & Malo
- Masdevallia carnosa Königer
- Masdevallia carpishica Luer & Cloes
- Masdevallia carrilloana P.Ortiz
- Masdevallia carruthersiana F.Lehm. ex Kraenzl.
- Masdevallia castor Luer & Cloes
- Masdevallia catapheres Königer
- Masdevallia caudata Lindl.
- Masdevallia caudivolvula Kraenzl.
- Masdevallia cerastes Luer & R.Escobar
- Masdevallia chaetostoma Luer
- Masdevallia chaparensis T.Hashim.
- Masdevallia chasei Luer
- Masdevallia chaucana Luer & Hirtz
- Masdevallia cheloglossa Luer & Dalström
- Masdevallia chimboensis Kraenzl.
- Masdevallia choccei Dalström
- Masdevallia chontalensis Rchb.f.
- Masdevallia christae Königer
- Masdevallia chuspipatae Luer & Teague
- Masdevallia cinnamomea Rchb.f.
- Masdevallia citrinella Luer & Malo
- Masdevallia civilis Rchb.f. & Warsz.
- Masdevallia clandestina Luer & R.Escobar
- Masdevallia cleistogama Luer
- Masdevallia cloesii Luer
- Masdevallia cocapatae Luer, Teague & R.Vásquez
- Masdevallia coccinea Linden ex Lindl.
- Masdevallia collantesii D.E.Benn. & Christenson
- Masdevallia collina L.O.Williams
- Masdevallia colossus Luer
- Masdevallia concinna Königer
- Masdevallia condorensis Luer & Hirtz
- Masdevallia constricta Poepp. & Endl.
- Masdevallia copiosa Kraenzl.
- Masdevallia corazonica Schltr.
- Masdevallia cordeliana Luer
- Masdevallia corderoana F.Lehm. & Kraenzl.
- Masdevallia coriacea Lindl.
- Masdevallia corinnea Archila, Jiménez Rodr. & Véliz
- Masdevallia corniculata Rchb.f.
- Masdevallia cosmia Königer
- Masdevallia cracens (Luer, Sijm & V.N.M.Rao) Pfahl
- Masdevallia cranion Luer
- Masdevallia crassicaudis Luer & J.Portilla
- Masdevallia crescenticola F.Lehm. & Kraenzl.
- Masdevallia cretata Luer
- Masdevallia cucullata Lindl.
- Masdevallia cuprea Lindl.
- Masdevallia cupularis Rchb.f.
- Masdevallia curtipes Barb.Rodr.
- Masdevallia cyclotega Königer
- Masdevallia cylix Luer & Malo
- Masdevallia dalessandroi Luer
- Masdevallia dalstroemii Luer
- Masdevallia datura Luer & R.Vásquez
- Masdevallia davisii Rchb.f.
- Masdevallia deburghgraevei Luer & Sijm
- Masdevallia deceptrix Luer & Würstle
- Masdevallia decumana Königer
- Masdevallia deformis Kraenzl.
- Masdevallia dejonghei (Luer & Sijm) J.M.H.Shaw
- Masdevallia delhierroi Luer & Hirtz
- Masdevallia delphina Luer
- Masdevallia demissa Rchb.f.
- Masdevallia deniseana Luer & J.Portilla
- Masdevallia descendens Luer & Andreetta
- Masdevallia dickinsoniana Luer & Sijm
- Masdevallia dimorphotricha Luer & Hirtz
- Masdevallia discoidea Luer & Würstle
- Masdevallia discolor Luer & R.Escobar
- Masdevallia don-quijote Luer & Andreetta
- Masdevallia dorisiae Luer
- Masdevallia doucetteana Pfahl
- Masdevallia draconis Luer & Andreetta
- Masdevallia dreisei Luer
- Masdevallia dryada Luer & R.Escobar
- Masdevallia dubbeldamii Luer & Sijm
- Masdevallia dudleyi Luer
- Masdevallia dunstervillei Luer
- Masdevallia dura Luer
- Masdevallia dynastes Luer
- Masdevallia eburnea Luer & Maduro
- Masdevallia ecallosa Luer & Sijm
- Masdevallia echo Luer
- Masdevallia ejiriana Luer & J.Portilla
- Masdevallia elachys Luer
- Masdevallia elegans Luer & R.Escobar
- Masdevallia elephanticeps Rchb.f. & Warsz.
- Masdevallia empusa Luer
- Masdevallia encephala Luer & R.Escobar
- Masdevallia ensata Rchb.f.
- Masdevallia epallax Königer
- Masdevallia ephelota Luer & Cloes
- Masdevallia estradae Rchb.f.
- Masdevallia eucharis Luer
- Masdevallia eumeces Luer
- Masdevallia eumeliae Luer
- Masdevallia eurynogaster Luer & Andreetta
- Masdevallia excelsior Luer & Andreetta
- Masdevallia exilipes Schltr.
- Masdevallia expers Luer & Andreetta
- Masdevallia exquisita Luer & Hirtz
- Masdevallia eyrei J.M.H.Shaw
- Masdevallia falcago Rchb.f.
- Masdevallia fasciata Rchb.f.
- Masdevallia fenestralis Dalström & Ruíz Pérez
- Masdevallia fenestrellata Dalström & Ruíz Pérez
- Masdevallia ferrusii (Luer) Pfahl
- Masdevallia figueroae Luer
- Masdevallia filaria Luer & R.Escobar
- Masdevallia flaveola Rchb.f.
- Masdevallia floribunda Lindl.
- Masdevallia foetens Luer & R.Escobar
- Masdevallia fonsecae Königer
- Masdevallia formosa Luer & Cloes
- Masdevallia fosterae Luer
- Masdevallia fractiflexa F.Lehm. & Kraenzl.
- Masdevallia fragrans Woolward
- Masdevallia frilehmannii Luer & R.Vásquez
- Masdevallia fuchsii Luer
- Masdevallia fulvescens Rolfe
- Masdevallia garciae Luer
- Masdevallia gargantua Rchb.f.
- Masdevallia gastrodes Luer & Sijm
- Masdevallia geminiflora P.Ortiz
- Masdevallia gemmula (Luer & V.N.M.Rao) Pfahl
- Masdevallia gentianoides Luer & J.Leathers
- Masdevallia gerhardii Luer & Sijm
- Masdevallia gilbertoi Luer & R.Escobar
- Masdevallia glandulosa Königer
- Masdevallia glomerosa Luer & Andreetta
- Masdevallia gloriae Luer & Maduro
- Masdevallia gloriosa Dalström & Ruíz Pérez
- Masdevallia gnoma H.R.Sweet
- Masdevallia goettfertiana Dalström & Ruíz Pérez
- Masdevallia goliath Luer & Andreetta
- Masdevallia graminea Luer
- Masdevallia guayanensis Lindl.
- Masdevallia guerrieroi Luer & Andreetta
- Masdevallia gutierrezii Luer
- Masdevallia guttulata Rchb.f.
- Masdevallia harlequina Luer
- Masdevallia hartman-filii Luer, Hirtz & V.N.M.Rao
- Masdevallia hartmanii Luer
- Masdevallia heideri Königer
- Masdevallia helenae Luer
- Masdevallia helgae Königer & J.Portilla
- Masdevallia henniae Luer & Dalström
- Masdevallia hercules Luer & Andreetta
- Masdevallia herradurae F.Lehm. & Kraenzl.
- Masdevallia heteroptera Rchb.f.
- Masdevallia hians Linden & Rchb.f.
- Masdevallia hieroglyphica Rchb.f.
- Masdevallia hirtzii Luer & Andreetta
- Masdevallia hortensis Luer & R.Escobar
- Masdevallia hortilankesteriani Dalström & Ruíz Pérez
- Masdevallia hubeinii Luer & Würstle
- Masdevallia hydrae Luer
- Masdevallia hylodes Luer & R.Escobar
- Masdevallia hymenantha Rchb.f.
- Masdevallia hystrix Luer & Hirtz
- Masdevallia icterina Königer
- Masdevallia idae Luer & M.Arias
- Masdevallia ignea Rchb.f.
- Masdevallia immensa Luer
- Masdevallia impostor Luer & R.Escobar
- Masdevallia inamoena (Luer & Sijm) Pfahl
- Masdevallia indecora Luer & R.Escobar
- Masdevallia infracta Lindl.
- Masdevallia ingridiana Luer & J.Portilla
- Masdevallia instar Luer & Andreetta
- Masdevallia ionocharis Rchb.f.
- Masdevallia irapana H.R.Sweet
- Masdevallia iris Luer & R.Escobar
- Masdevallia ishikoi Luer
- Masdevallia isos Luer
- Masdevallia ivanii Luer & V.N.M.Rao
- Masdevallia jaderi S.V.Uribe & Bogarín
- Masdevallia jarae Luer
- Masdevallia jimeneziana J.M.H.Shaw
- Masdevallia jorge-warneri (C.M.Sm., Bogarín & Pupulin) Bogarín
- Masdevallia josei Luer
- Masdevallia juan-albertoi Luer & M.Arias
- Masdevallia karelii Dalström & Ruíz Pérez
- Masdevallia karineae Nauray ex Luer
- Masdevallia klabochorum Rchb.f.
- Masdevallia kuhniorum Luer
- Masdevallia kyphonantha H.R.Sweet
- Masdevallia laevis Lindl.
- Masdevallia lamia Luer & Hirtz
- Masdevallia lamprotyria Königer
- Masdevallia lankesteriana Luer
- Masdevallia lansbergii Rchb.f.
- Masdevallia lappifera Luer & Hirtz
- Masdevallia lata Rchb.f.
- Masdevallia laucheana J.Fraser
- Masdevallia leathersii Luer
- Masdevallia lehmannii Rchb.f.
- Masdevallia lenae Luer & Hirtz
- Masdevallia leonardoi Luer
- Masdevallia leonii D.E.Benn. & Christenson
- Masdevallia leontoglossa Rchb.f.
- Masdevallia leucantha F.Lehm. & Kraenzl.
- Masdevallia lewisii Luer & R.Vásquez
- Masdevallia lilacina Königer
- Masdevallia lilianae Luer
- Masdevallia limax Luer
- Masdevallia lineolata Königer
- Masdevallia lintricula Königer
- Masdevallia listroglossa Luer & Dalström
- Masdevallia livingstoneana Roezl ex Rchb.f.
- Masdevallia lophina Luer & Sijm
- Masdevallia loui Luer & Dalström
- Masdevallia lucernula Königer
- Masdevallia ludibunda Rchb.f.
- Masdevallia ludibundella Luer & R.Escobar
- Masdevallia luerorum Bogarín, Oses & C.M.Sm.
- Masdevallia luziaemariae Luer & R.Vásquez
- Masdevallia lychniphora Königer
- Masdevallia lynniana Luer
- Masdevallia macrogenia (Arango) Luer & R.Escobar
- Masdevallia macroglossa Rchb.f.
- Masdevallia macropus F.Lehm. & Kraenzl.
- Masdevallia macrura Rchb.f.
- Masdevallia maculata Klotzsch & H.Karst.
- Masdevallia maduroi Luer
- Masdevallia magaliana Luer & V.N.M.Rao
- Masdevallia mallii Luer
- Masdevallia maloi Luer
- Masdevallia manarana Carnevali & I.Ramírez
- Masdevallia manchinazae Luer & Andreetta
- Masdevallia mandarina (Luer & R.Escobar) Luer
- Masdevallia manningii Königer
- Masdevallia manoloi Luer & M.Arias
- Masdevallia manta Königer & Sijm
- Masdevallia marginella Rchb.f.
- Masdevallia mariposa A.Doucette, J.Portilla & G.Merino
- Masdevallia marizae Luer & Rolando
- Masdevallia marthae Luer & R.Escobar
- Masdevallia martineae Luer
- Masdevallia martiniana Luer
- Masdevallia mascarata Luer & R.Vásquez
- Masdevallia mastodon Rchb.f.
- Masdevallia mataxa Königer & H.Mend.
- Masdevallia maxilimax (Luer) Luer
- Masdevallia mayaycu Luer & Andreetta
- Masdevallia medinae Luer & J.Portilla
- Masdevallia medusa Luer & R.Escobar
- Masdevallia mejiana Garay
- Masdevallia melanoglossa Luer
- Masdevallia melanopus Rchb.f.
- Masdevallia melanoxantha Linden & Rchb.f.
- Masdevallia meleagris Lindl.
- Masdevallia melina Königer & J.Meza
- Masdevallia menatoi Luer & R.Vásquez
- Masdevallia mendozae Luer
- Masdevallia mentosa Luer
- Masdevallia merinoi Luer & J.Portilla
- Masdevallia mezae Luer
- Masdevallia microptera Luer & Würstle
- Masdevallia microsiphon Luer
- Masdevallia midas Luer
- Masdevallia milagroi Luer & Hirtz
- Masdevallia minuta Lindl.
- Masdevallia mirandae Gal.-Tar., Haelter. & Zuluaga
- Masdevallia misasii Braas
- Masdevallia molossoides Kraenzl.
- Masdevallia molossus Rchb.f.
- Masdevallia monicana Luer
- Masdevallia monogona Königer
- Masdevallia mooreana Rchb.f.
- Masdevallia morochoi Luer & Andreetta
- Masdevallia munae Luer & R.Barrow
- Masdevallia murex Luer
- Masdevallia mutica Luer & R.Escobar
- Masdevallia naevia Luer & V.N.M.Rao
- Masdevallia naranjapatae Luer
- Masdevallia navicularis Garay & Dunst.
- Masdevallia nebulina Luer
- Masdevallia neukermansii (Luer & Sijm) Pfahl
- Masdevallia newmaniana Luer & Teague
- Masdevallia nicaraguae Luer
- Masdevallia nidifica Rchb.f.
- Masdevallia niesseniae Luer
- Masdevallia nigricans Königer & Sijm
- Masdevallia nijhuisiae Luer & Sijm
- Masdevallia nikoleana Luer & J.Portilla
- Masdevallia nitens Luer
- Masdevallia nivea (Luer & R.Escobar) Luer & R.Escobar
- Masdevallia norae Luer
- Masdevallia norops Luer & Andreetta
- Masdevallia norrisiorum Luer & Dalström
- Masdevallia notosibirica Maek. & T.Hashim.
- Masdevallia nunezii Luer & Dalström
- Masdevallia obscurans (Luer) Luer
- Masdevallia odnalorii Luer, V.N.M.Rao & M.Webb
- Masdevallia odontocera Luer & R.Escobar
- Masdevallia odontopetala Luer
- Masdevallia olmosii Königer & Sijm
- Masdevallia omorenoi Luer & R.Vásquez
- Masdevallia ophioglossa Rchb.f.
- Masdevallia oreas Luer & R.Vásquez
- Masdevallia ortalis Luer
- Masdevallia os-draconis Luer & R.Escobar
- Masdevallia os-viperae Luer & Andreetta
- Masdevallia oscarii Luer & R.Escobar
- Masdevallia oscitans (Luer) Luer
- Masdevallia ostaurina Luer
- Masdevallia ova-avis Luer
- Masdevallia oversteegeniana Luer & Sijm
- Masdevallia oxapampaensis D.E.Benn. & Christenson
- Masdevallia pachyantha Rchb.f.
- Masdevallia pachygyne Kraenzl.
- Masdevallia pachysepala (Rchb.f.) Luer
- Masdevallia pachyura Rchb.f.
- Masdevallia paivaeana Rchb.f.
- Masdevallia palatina Vierling & W.Zimm.bis
- Masdevallia pandurilabia C.Schweinf.
- Masdevallia panguiensis Luer & Andreetta
- Masdevallia pantomima Luer & Hirtz
- Masdevallia papillosa Luer
- Masdevallia paquishae Luer & Hirtz
- Masdevallia pardina Rchb.f.
- Masdevallia parsonsii Luer
- Masdevallia parvula Schltr.
- Masdevallia pastinata Luer
- Masdevallia patchicutzae Luer & Hirtz
- Masdevallia patriciana Luer
- Masdevallia patula Luer & Malo
- Masdevallia peristeria Rchb.f.
- Masdevallia pernix Königer
- Masdevallia persicina Luer
- Masdevallia pescadoensis Luer & R.Escobar
- Masdevallia phacopsis Luer & Dalström
- Masdevallia phasmatodes Königer
- Masdevallia phlogina Luer
- Masdevallia phoebe Luer & Hirtz
- Masdevallia phoenix Luer
- Masdevallia picta Luer
- Masdevallia picturata Rchb.f.
- Masdevallia pileata Luer & Würstle
- Masdevallia pinocchio Luer & Andreetta
- Masdevallia planadensis Luer & R.Escobar
- Masdevallia plantaginea (Poepp. & Endl.) Cogn.
- Masdevallia platyglossa Rchb.f.
- Masdevallia pleurothalloides Luer
- Masdevallia plynophora Luer
- Masdevallia pollux Luer & Cloes
- Masdevallia polychroma Luer
- Masdevallia polysticta Rchb.f.
- Masdevallia popowiana Königer & J.G.Weinm.bis
- Masdevallia porphyrea Luer
- Masdevallia portillae Luer & Andreetta
- Masdevallia posadae Luer & R.Escobar
- Masdevallia pozoi Königer
- Masdevallia princeps Luer
- Masdevallia priscillana Luer & V.N.M.Rao
- Masdevallia proboscoidea Luer & V.N.M.Rao
- Masdevallia prodigiosa Königer
- Masdevallia prolixa Luer
- Masdevallia prosartema Königer
- Masdevallia pteroglossa Schltr.
- Masdevallia pulcherrima Luer & Andreetta
- Masdevallia pumila Poepp. & Endl.
- Masdevallia purpurella Luer & R.Escobar
- Masdevallia purpurina Schltr.
- Masdevallia pyknosepala Luer & Cloes
- Masdevallia pyxis Luer
- Masdevallia quasimodo Luer
- Masdevallia racemosa Lindl.
- Masdevallia rafaeliana Luer
- Masdevallia rana-aurea Luer
- Masdevallia receptrix Luer & R.Vásquez
- Masdevallia recurvata Luer & Dalström
- Masdevallia regina Luer
- Masdevallia reichenbachiana Endrés ex Rchb.f.
- Masdevallia renzii Luer
- Masdevallia repanda Luer & Hirtz
- Masdevallia replicata Königer
- Masdevallia revoluta Königer & J.Portilla
- Masdevallia rex Luer & Hirtz
- Masdevallia rhinophora Luer & R.Escobar
- Masdevallia rhodehameliana Luer
- Masdevallia richardsoniana Luer
- Masdevallia ricii Luer & R.Vásquez
- Masdevallia rigens Luer
- Masdevallia rimarima-alba Luer
- Masdevallia robineae Dalström & Ruíz Pérez
- Masdevallia robusta Luer
- Masdevallia rodolfoi (Braas) Luer
- Masdevallia roessigeriana A.Doucette, J.Portilla & G.Merino
- Masdevallia rojohnii (Luer) Pfahl & A.Doucette
- Masdevallia rolandorum Luer & Sijm
- Masdevallia rolfeana Kraenzl.
- Masdevallia rosacea Luer & Sijm
- Masdevallia rosea Lindl.
- Masdevallia roseogena Dalström & Ruíz Pérez
- Masdevallia roseola Luer
- Masdevallia royi (Luer) Pfahl
- Masdevallia rubeola Luer & R.Vásquez
- Masdevallia rubiginosa Königer
- Masdevallia rufescens Königer
- Masdevallia rufolutea Lindl.
- Masdevallia rugosilabia Dalström & Ruíz Pérez
- Masdevallia rugulosa Königer
- Masdevallia ruizii Luer & Dalström
- Masdevallia ruthiana (Luer & Sijm) J.M.H.Shaw
- Masdevallia saltatrix Rchb.f.
- Masdevallia sanchezii Luer & Andreetta
- Masdevallia sanctae-fidei Kraenzl.
- Masdevallia sanctae-inesae Luer & Malo
- Masdevallia sanctae-rosae Kraenzl.
- Masdevallia sandhageniana Dalström
- Masdevallia sanguinea Luer & Andreetta
- Masdevallia scalpellifera Luer
- Masdevallia scandens Rolfe
- Masdevallia scapha Braas
- Masdevallia sceptrum Rchb.f.
- Masdevallia schildhaueri Königer
- Masdevallia schizantha Kraenzl.
- Masdevallia schizopetala Kraenzl.
- Masdevallia schizostigma Luer
- Masdevallia schlimii Linden ex Lindl.
- Masdevallia schmidt-mummii Luer & R.Escobar
- Masdevallia schoonenii Luer
- Masdevallia schroederae Boos
- Masdevallia schroederiana H.J.Veitch
- Masdevallia schudelii Luer
- Masdevallia scitula Königer
- Masdevallia scobina Luer & R.Escobar
- Masdevallia scopaea Luer & R.Vásquez
- Masdevallia segrex Luer & Hirtz
- Masdevallia segurae Luer & R.Escobar
- Masdevallia selenites Königer
- Masdevallia sellentiniana Vierling & W.Zimm.bis
- Masdevallia semiteres Luer & R.Escobar
- Masdevallia sentinella Luer & V.N.M.Rao
- Masdevallia serendipita Luer & Teague
- Masdevallia sernae Luer & R.Escobar
- Masdevallia sertula Luer & Andreetta
- Masdevallia setacea Luer & Malo
- Masdevallia setipes Schltr.
- Masdevallia shiraishii Königer & M.Arias
- Masdevallia silvanoi Luer & Dalström
- Masdevallia singeri Luer & Sijm
- Masdevallia siphonantha Luer
- Masdevallia smallmaniana Luer
- Masdevallia soennemarkii Luer & Dalström
- Masdevallia solomonii Luer & R.Vásquez
- Masdevallia sotoana H.Medina & Pupulin
- Masdevallia speciosa Luer
- Masdevallia spilantha Königer
- Masdevallia sprucei Rchb.f.
- Masdevallia staaliana Luer & Hirtz
- Masdevallia stenorhynchos Kraenzl.
- Masdevallia stigii Luer & L.Jost
- Masdevallia stirpis Luer
- Masdevallia strattoniana Luer & Hirtz
- Masdevallia striatella Rchb.f.
- Masdevallia strigosa Königer
- Masdevallia strobelii H.R.Sweet & Garay
- Masdevallia strumifera Rchb.f.
- Masdevallia strumosa P.Ortiz & E.Calderón
- Masdevallia stumpflei Braas
- Masdevallia suinii Luer & Hirtz
- Masdevallia sulphurella Königer
- Masdevallia sumapazensis P.Ortiz
- Masdevallia superbiens Luer & Hirtz
- Masdevallia sururuana Campacci
- Masdevallia synthesis Luer
- Masdevallia tatianae Dalström & Ruíz Pérez
- Masdevallia teaguei Luer
- Masdevallia telloi Luer & Hirtz
- Masdevallia tentaculata Luer
- Masdevallia terborchii Luer
- Masdevallia theleura Luer
- Masdevallia thienii Dodson
- Masdevallia tinekeae Luer & R.Vásquez
- Masdevallia titan Luer
- Masdevallia tokachiorum Luer
- Masdevallia tonduzii Woolward
- Masdevallia tonii Luer & Sijm
- Masdevallia tonsijmii (Luer) J.M.H.Shaw
- Masdevallia torta Rchb.f.
- Masdevallia tovarensis Rchb.f.
- Masdevallia trautmanniana Luer & J.Portilla
- Masdevallia trechsliniana Königer & J.Meza
- Masdevallia triangularis Lindl.
- Masdevallia tricallosa Königer
- Masdevallia tricycla Luer
- Masdevallia tridens Rchb.f.
- Masdevallia trifurcata Luer
- Masdevallia trigonopetala Kraenzl.
- Masdevallia trochilus Linden & André
- Masdevallia truncata Luer
- Masdevallia tsubotae Luer
- Masdevallia tubata Schltr.
- Masdevallia tubuliflora Ames
- Masdevallia tubulosa Lindl.
- Masdevallia tuerckheimii Ames
- Masdevallia uncifera Rchb.f.
- Masdevallia unguentum A.Doucette
- Masdevallia uniflora Ruiz & Pav.
- Masdevallia urceolaris Kraenzl.
- Masdevallia ustulata Luer
- Masdevallia utriculata Luer
- Masdevallia valenciae Luer & R.Escobar
- Masdevallia vargasii C.Schweinf.
- Masdevallia vasquezii Luer
- Masdevallia veitchiana Rchb.f.
- Masdevallia velella Luer
- Masdevallia velifera Rchb.f.
- Masdevallia velox Königer
- Masdevallia venatoria Luer & Malo
- Masdevallia venezuelana H.R.Sweet
- Masdevallia ventricosa Schltr.
- Masdevallia ventricularia Rchb.f.
- Masdevallia venus Luer & Hirtz
- Masdevallia venusta Schltr.
- Masdevallia verecunda Luer
- Masdevallia vexillifera Luer
- Masdevallia vidua Luer & Andreetta
- Masdevallia vieirana Luer & R.Escobar
- Masdevallia vierlingii Königer
- Masdevallia vilcabambensis L.Valenz. & E.Suclli
- Masdevallia villegasii Königer
- Masdevallia virens Luer & Andreetta
- Masdevallia virgo-cuencae Luer & Andreetta
- Masdevallia virgo-rosea Buitr.-Delg., N.Peláez & Gary Mey.
- Masdevallia vittatula Luer & R.Escobar
- Masdevallia vomeris Luer
- Masdevallia wageneriana Linden ex Lindl.
- Masdevallia walteri Luer
- Masdevallia wamachukorum Dalström
- Masdevallia weberbaueri Schltr.
- Masdevallia welischii Luer
- Masdevallia wendlandiana Rchb.f.
- Masdevallia wetzelii Luer & Sijm
- Masdevallia whiteana Luer
- Masdevallia wuelfinghoffiana Luer & J.Portilla
- Masdevallia wuellneri P.Ortiz
- Masdevallia wuerstlei Luer
- Masdevallia wurdackii C.Schweinf.
- Masdevallia xanthina Rchb.f.
- Masdevallia xanthodactyla Rchb.f.
- Masdevallia ximenae Luer & Hirtz
- Masdevallia xiphium Rchb.f. ex Kraenzl.
- Masdevallia xylina Rchb.f.
- Masdevallia yungasensis T.Hashim.
- Masdevallia zahlbruckneri Kraenzl.
- Masdevallia zamorensis Luer & J.Portilla
- Masdevallia zapatae Luer & R.Escobar
- Masdevallia zebracea Luer
- Masdevallia zongoensis Luer & Hirtz
- Masdevallia zumbae Luer
- Masdevallia zumbuehlerae Luer
- Masdevallia zygia Luer & Malo

Wykaz hybryd
- Masdevallia × alvaroi Luer & R.Escobar
- Masdevallia × kareliae Oakeley
- Masdevallia × ligiae Luer & R.Escobar
- Masdevallia × mystica Luer
- Masdevallia × senghasiana Luer
- Masdevallia × splendida Rchb.f.
- Masdevallia × strumella Luer
- Masdevallia × urbanae Archila, Lipinska & Szlach.
- Masdevallia × wubbenii Luer